# The Return of Twin's Double
The Return of Twin's Double est un film muet américain réalisé par Francis Ford et sorti en 1914.

## Fiche technique
- Réalisation : Francis Ford
- Scénario : Grace Cunard, d'après son histoire
- Durée : 30 minutes
- Date de sortie :  États-Unis : 5 septembre 1914

## Distribution
- Francis Ford : Phil Kelly
- Grace Cunard : Nell
- Harry Schumm (en)
- Eddie Boland
- Harry L. Rattenberry
- Edith Bostwick